# Łuczyniec
Łuczyniec (ukr. Лучинець) – wieś na Ukrainie w rejonie kuryłowieckim obwodu winnickiego. Siedziba parafii Wniebowzięcia Najświętszej Maryi Panny w Łuczyńcu.
Pod rozbiorami siedziba gminy Łuczyniec w powiecie mohylowskim guberni podolskiej.

## Dwór
- dwór wybudowany na przełomie XVIII w. i XIX w. przez Łukasza Uruskiego. Obiekt znany tylko z rysunków Napoleona Ordy[1].